# Giovanni Baglione
Giovanni Baglione   (Roma, c. 1566 - Roma, 30 de desembre de 1643) va ser un pintor del barroc i historiador de l'art italià.
Estudiant de Francesco Morelli, va treballar principalment a Roma, inicialment en un estil del final del manierisme. També tenia el nom de Il Sordo del Barozzo. Va publicar dos llibres: Les nou esglésies de Roma (1639) i Les vides de pintors, escultors, arquitectes i gravadors (entre 1572-1642).
L'obra seva obra «Amor Sacre i amor profà» (1602, Galleria Nazionale d 'Arte Antica, Roma) és una resposta al més conegut «Amor victoriós» de Caravaggio. Mostra un àngel (l'amor sagrat) que interromp una trobada entre Cupido (amor profà) i el dimoni (retratat amb la cara de Caravaggio).
Va treballar en diverses obres a Roma durant els pontificats dels papes Climent VIII i Pau V. Els seus principals frescos es troben a la basílica de Santa Maria Major a Roma, a la Cappella Borghese. Va pintar un últim sopar a San Nicola a Carcere. El Papa Pau V va declarar Baglione com a Cavaller de l'Ordre de Crist per a l'execució de l'obra Sant Pere ressuscitant a Tabata dos Mortos (1607), a la Basílica de Sant Pere. Va morir a Roma.